# Yahoo! Publisher Network
Yahoo! Publisher Network (сокращённо YPN) — система контекстной рекламы, запущенная Yahoo! 2 августа 2005 года и фактически закрыта 30 апреля 2010 года. Является аналогом Google AdSense, предоставляя возможность владельцам веб-сайтов размещать рекламу с оплатой за клики. Была доступна только издателям из США.

## Закрытие
Пользователи сервиса 31 марта 2010 года получили сообщения по электронной почте, что система остановит показ рекламных объявлений 30 апреля 2010 года. Пользователи желающие продолжить показ рекламы были переведены в рекламную компанию Chitika.